# Dobroń Mały
Dobroń Mały – wieś w Polsce położona w województwie łódzkim, w powiecie pabianickim, w gminie Dobroń.
W latach 1975–1998 miejscowość położona była w województwie sieradzkim.